# Alpha
Ne pas confondre avec la lettre latine A ‹ A, a ›, la lettre cyrillique А ‹ А, а ›, la lettre latine alpha ‹ Ɑ, ɑ ›, la syllabe cherokee go ‹ Ꭺ, ꭺ › ou les syllabes canadiennes gho porteur ‹ ᗅ › et ro porteur ‹ ᗋ ›.
Pour les articles homonymes, voir Alpha (homonymie).
Cette page contient des caractères spéciaux ou non latins. S’ils s’affichent mal (▯, ?, etc.), consultez la page d’aide Unicode.
Alpha (capitale Α, minuscule α ; en grec άλφα), est la première lettre de l'alphabet grec. Dérivée de la lettre aleph  de l'alphabet phénicien, elle est l'ancêtre des lettres A et Ɑ (alpha) de l'alphabet latin, de la lettre А de l'alphabet cyrillique, et de la lettre Ⲁ de l’alphabet copte.

## Usage

### Grec
En grec ancien, alpha est prononcé [a] quand il est court et [aː] quand il est long. En cas d'ambiguïté, la lettre est de nos jours parfois diacritée d'un macron ou d'une brève : Ᾱᾱ, Ᾰᾰ.
- ὥρα = ὥρᾱ (hōrā, [hɔ̌ːraː]), « moment, heure » ;
- γλῶσσα = γλῶσσᾰ (glôssa, [ɡlɔ̂ːssa]), « langue ».

En grec moderne, les longueurs de voyelles ont disparu et alpha représente le son court [a].
Dans le dialecte attique-ionien du grec ancien, l'alpha long /aː/ se transforme en /ɛː/ (êta). En ionien, cette transformation s'effectue dans tous les cas. En attique, elle ne se produit pas après epsilon, iota et rhô (ε, ι, ρ ; e, i, r). En dorien et éolien, l'alpha long est toujours préservé :
- Dorien, éolien, atique χώρᾱ (chṓrā) ; ionien χώρη (chṓrē), « pays »
- Dorien, éolien φᾱ́μᾱ (phā́mā) ; attique, ionien φήμη (phḗmē), « rapport »

L'alpha privatif (en) est le préfixe ἀ- ou ἀν- (a-, an-), ajouté aux mots pour en  construire la négation. Il provient de l'indo-européen commun *n̥- (nasale syllabique).
L'alpha copulatif (en) est le préfixe ἁ- ou ἀ- (ha-, a-). Il provient de l'indo-européen-commun *sm̥.

### Sciences
La lettre alpha représente divers concepts en physique et chimie, dont la radioactivité α, l'accélération angulaire, les particules α, la position alpha en chimie organique et la force de l'électromagnétisme (la constante de structure fine). Alpha note également la dilatation thermique d'un composé en chimie physique. Il est utilisé de façon courante en mathématiques pour noter des quantités comme les angles, pour noter la surface sous une courbe normale en statistique, et pour le seuil de signification. En zoologie, la lettre nomme l'individu dominant d'une meute de loups ou de chiens
L'opérateur de proportionnalité ∝ est parfois confondu avec alpha.
La capitale de la lettre alpha n'est généralement pas utilisée comme symbole car son rendu est le plus souvent identique à la capitale A latine.
En octobre 2020, Alpha devient le nom employé pour un nouveau variant du virus SARS-CoV-2 de la Covid-19 apparu au Royaume-Uni.

### Alphabet phonétique international
Dans l'alphabet phonétique international, une lettre basée sur la forme minuscule d'alpha représente la voyelle ouverte postérieure non arrondie : [ɑ].

## Histoire

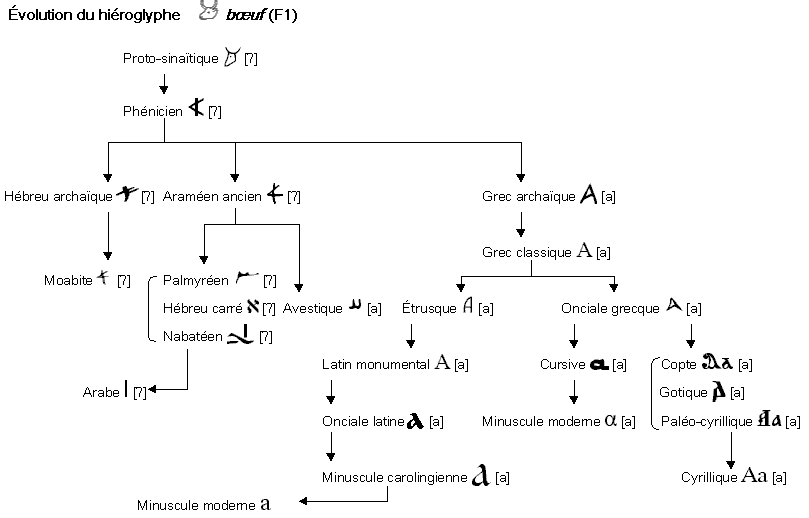
Évolution générale de la lettre depuis l'alphabet linéaire proto-sinaïtique.

La lettre alpha tire probablement son origine de l'alphabet linéaire protosinaïtique, un alphabet utilisé dans le Sinaï il y a plus de 3 500 ans, lui-même dérivé des hiéroglyphes égyptiens ; le son, [ʔ] (coup de glotte), est alors représenté par une tête de bœuf stylisée. La première lettre de l'alphabet phénicien, souvent nommée aleph (ʾālef) par analogie avec l'alphabet hébreu, est une consonne (l'alphabet phénicien est un abjad qui ne note pas les voyelles) correspondant non pas au son [a] mais au coup de glotte [ʔ]. Elle signifie également « tête de bœuf » et son écriture provient d'une stylisation du caractère proto-sinaïtique.
L'alphabet grec est créé sur le modèle de l'alphabet phénicien. Le grec ancien n'utilise pas le coup de glotte et son alphabet transcrit les voyelles : la première lettre de l'alphabet phénicien est donc utilisée par l'alphabet grec pour noter le son [a]. Sur les premières inscriptions grecques après les siècles obscurs, vers le VIIIe siècle av. J.-C., l'orientation de la lettre correspond à celle de l'alphabet phénicien. Dans les alphabets grecs ultérieurs, elle subit généralement une rotation de 90° et ressemble à la forme majuscule moderne. Les différents alphabets grecs archaïques utilisent toutefois des variétés locales qui peuvent être distinguées par le raccourcissement d'une jambe ou par l'angle des lignes :  (Corinthe, Égine, Sicyone),  (Cnide, Ionie, Milos, Rhodes, Santorin),  (Achaïe, Arcadie, Attique, Corinthe, Crète, Délos, Ithaque, Mégare, Naxos, Paros),  (Argos, Eubée, Laconie, Thessalie, Tirynthe),  (Achaïe, Béotie), etc.
La forme actuelle de la lettre provient de l'alphabet utilisé en Ionie, qui est progressivement adopté par le reste du monde grec antique (Athènes passe un décret formel pour son adoption officielle en 403 av. J.-C. ; son usage est commun dans les cités grecques avant le milieu du IVe siècle av. J.-C.).
En grec, « alpha » provient de la prononciation sémitique ancienne (qu'on ne peut reconstituer avec précision) et ne signifie rien, ainsi qu'il en est des autres lettres (béta, gamma, delta, etc.). En grec ancien, la lettre est appelée ἄλφα (álpha, prononcée /ˈal.pʰa/) ; en grec moderne, elle est appelée άλφα (álfa, prononcée /ˈal.fa/).
La lettre alpha est transmise à l'alphabet latin par l'intermédiaire de l'alphabet étrusque, lui-même dérivé de l'alphabet grec « rouge » employé en Eubée — alphabet que les Étrusques apprennent à Pithécusses (Ischia), près de Cumes. En passant dans l'alphabet latin, les lettres ayant perdu leur nom pour se réduire le plus souvent à leur son, l'alpha grec est rebaptisé a. L'alpha latin Ɑ, utilisé dans certaines langues camerounaises, est basé sur la lettre grecque minuscule. Dans l'alphabet cyrillique, l'alpha donne naissance à la lettre А.

Hiéroglyphe égyptien : tête de bœuf
Proto-sinaïtique : tête de bœuf
Aleph phénicien
Alpha grec
A étrusque
A romain

## Diacritiques
Dans l'orthographe polytonique du grec ancien, alpha, comme les autres voyelles, peut être diacritée :
- accent aigu : ά ;
- accent grave : ὰ
- accent circonflexe : ᾶ
- esprit rude : ἁ
- esprit doux : ἀ
- iota souscrit : ᾳ

Des combinaisons de ces signes sont possibles : ἂ, ἃ, ἄ, ἅ, ἆ, ἇ, ᾀ, ᾁ, ᾂ, ᾃ, ᾄ, ᾅ, ᾆ, ᾇ.

## Codage
L’Alt-code pour obtenir minuscule α est Alt + 945.
Le tableau suivant recense les différents caractères Unicode utilisant l'alpha :
| Caractère | Représentation | Code    | Bloc Unicode                           | Nom Unicode                                                              |
| --------- | -------------- | ------- | -------------------------------------- | ------------------------------------------------------------------------ |
| Α         | Α              | U+0391  | Grec et copte                          | Lettre majuscule grecque alpha                                           |
| α         | α              | U+03B1  | Grec et copte                          | Lettre minuscule grecque alpha                                           |
| Ά         | Ά              | U+0386  | Grec et copte                          | Lettre grecque majuscule Alpha accent aigu                               |
| ά         | ά              | U+03AC  | Grec et copte                          | Lettre grecque minuscule alpha accent aigu                               |
| ἀ         | ἀ              | U+1F00  | Grec étendu                            | Lettre minuscule grecque alpha esprit doux                               |
| ἁ         | ἁ              | U+1F01  | Grec étendu                            | Lettre minuscule grecque alpha esprit rude                               |
| ἂ         | ἂ              | U+1F02  | Grec étendu                            | Lettre minuscule grecque alpha esprit doux et accent grave               |
| ἃ         | ἃ              | U+1F03  | Grec étendu                            | Lettre minuscule grecque alpha esprit rude et accent grave               |
| ἄ         | ἄ              | U+1F04  | Grec étendu                            | Lettre minuscule grecque alpha esprit doux et accent aigu                |
| ἅ         | ἅ              | U+1F05  | Grec étendu                            | Lettre minuscule grecque alpha esprit rude et accent aigu                |
| ἆ         | ἆ              | U+1F06  | Grec étendu                            | Lettre minuscule grecque alpha esprit doux et circonflexe                |
| ἇ         | ἇ              | U+1F07  | Grec étendu                            | Lettre minuscule grecque alpha esprit rude et circonflexe                |
| Ἀ         | Ἀ              | U+1F08  | Grec étendu                            | Lettre majuscule grecque alpha esprit doux                               |
| Ἁ         | Ἁ              | U+1F09  | Grec étendu                            | Lettre majuscule grecque alpha esprit rude                               |
| Ἂ         | Ἂ              | U+1F0A  | Grec étendu                            | Lettre majuscule grecque alpha esprit doux et accent grave               |
| Ἃ         | Ἃ              | U+1F0B  | Grec étendu                            | Lettre majuscule grecque alpha esprit rude et accent grave               |
| Ἄ         | Ἄ              | U+1F0C  | Grec étendu                            | Lettre majuscule grecque alpha esprit doux et accent aigu                |
| Ἅ         | Ἅ              | U+1F0D  | Grec étendu                            | Lettre majuscule grecque alpha esprit rude et accent aigu                |
| Ἆ         | Ἆ              | U+1F0E  | Grec étendu                            | Lettre majuscule grecque alpha esprit doux et circonflexe                |
| Ἇ         | Ἇ              | U+1F0F  | Grec étendu                            | Lettre majuscule grecque alpha esprit rude et circonflexe                |
| ὰ         | ὰ              | U+1F70  | Grec étendu                            | Lettre minuscule grecque alpha accent grave                              |
| ά         | ά              | U+1F71  | Grec étendu                            | Lettre minuscule grecque alpha accent aigu                               |
| ᾀ         | ᾀ              | U+1F80  | Grec étendu                            | Lettre minuscule grecque alpha esprit doux iota souscrit                 |
| ᾁ         | ᾁ              | U+1F81  | Grec étendu                            | Lettre minuscule grecque alpha esprit rude iota souscrit                 |
| ᾂ         | ᾂ              | U+1F82  | Grec étendu                            | Lettre minuscule grecque alpha esprit doux accent grave et iota souscrit |
| ᾃ         | ᾃ              | U+1F83  | Grec étendu                            | Lettre minuscule grecque alpha esprit rude accent grave et iota souscrit |
| ᾄ         | ᾄ              | U+1F84  | Grec étendu                            | Lettre minuscule grecque alpha esprit doux accent aigu et iota souscrit  |
| ᾅ         | ᾅ              | U+1F85  | Grec étendu                            | Lettre minuscule grecque alpha esprit rude accent aigu et iota souscrit  |
| ᾆ         | ᾆ              | U+1F86  | Grec étendu                            | Lettre minuscule grecque alpha esprit doux circonflexe et iota souscrit  |
| ᾇ         | ᾇ              | U+1F87  | Grec étendu                            | Lettre minuscule grecque alpha esprit rude circonflexe et iota souscrit  |
| ᾈ         | ᾈ              | U+1F88  | Grec étendu                            | Lettre majuscule grecque alpha esprit doux iota souscrit                 |
| ᾉ         | ᾉ              | U+1F89  | Grec étendu                            | Lettre majuscule grecque alpha esprit rude iota souscrit                 |
| ᾊ         | ᾊ              | U+1F8A  | Grec étendu                            | Lettre majuscule grecque alpha esprit doux accent grave et iota souscrit |
| ᾋ         | ᾋ              | U+1F8B  | Grec étendu                            | Lettre majuscule grecque alpha esprit rude accent grave et iota souscrit |
| ᾌ         | ᾌ              | U+1F8C  | Grec étendu                            | Lettre majuscule grecque alpha esprit doux accent aigu et iota souscrit  |
| ᾍ         | ᾍ              | U+1F8D  | Grec étendu                            | Lettre majuscule grecque alpha esprit rude accent aigu et iota souscrit  |
| ᾎ         | ᾎ              | U+1F8E  | Grec étendu                            | Lettre majuscule grecque alpha esprit doux circonflexe et iota souscrit  |
| ᾏ         | ᾏ              | U+1F8F  | Grec étendu                            | Lettre majuscule grecque alpha esprit rude circonflexe et iota souscrit  |
| ᾰ         | ᾰ              | U+1FB0  | Grec étendu                            | Lettre minuscule grecque alpha brève                                     |
| ᾱ         | ᾱ              | U+1FB1  | Grec étendu                            | Lettre minuscule grecque alpha macron                                    |
| ᾲ         | ᾲ              | U+1FB2  | Grec étendu                            | Lettre minuscule grecque alpha accent grave iota souscrit                |
| ᾳ         | ᾳ              | U+1FB3  | Grec étendu                            | Lettre minuscule grecque alpha iota souscrit                             |
| ᾴ         | ᾴ              | U+1FB4  | Grec étendu                            | Lettre minuscule grecque alpha accent aigu iota souscrit                 |
| ᾶ         | ᾶ              | U+1FB6  | Grec étendu                            | Lettre minuscule grecque alpha circonflexe                               |
| ᾷ         | ᾷ              | U+1FB7  | Grec étendu                            | Lettre minuscule grecque alpha circonflexe iota souscrit                 |
| Ᾰ         | Ᾰ              | U+1FB8  | Grec étendu                            | Lettre minuscule grecque alpha brève                                     |
| Ᾱ         | Ᾱ              | U+1FB9  | Grec étendu                            | Lettre majuscule grecque alpha macron                                    |
| Ὰ         | Ὰ              | U+1FBA  | Grec étendu                            | Lettre majuscule grecque alpha accent grave                              |
| Ά         | Ά              | U+1FBB  | Grec étendu                            | Lettre majuscule grecque alpha accent aigu                               |
| ᾼ         | ᾼ              | U+1FBC  | Grec étendu                            | Lettre majuscule grecque alpha iota souscrit                             |
| ⍺         | ⍺              | U+237A  | Signes techniques divers               | Symbole de fonction APL alpha                                            |
| ⍶         | ⍶              | U+2376  | Signes techniques divers               | Symbole de fonction APL alpha souligné                                   |
| 𝚨         | 𝚨              | U+1D6A8 | Symboles mathématiques alphanumériques | Majuscule mathématique grasse alpha                                      |
| 𝛂         | 𝛂              | U+1D6C2 | Symboles mathématiques alphanumériques | Minuscule mathématique grasse alpha                                      |
| 𝛢         | 𝛢              | U+1D6E2 | Symboles mathématiques alphanumériques | Majuscule mathématique italique alpha                                    |
| 𝛼         | 𝛼              | U+1D6FC | Symboles mathématiques alphanumériques | Minuscule mathématique italique alpha                                    |
| 𝜜         | 𝜜              | U+1D71C | Symboles mathématiques alphanumériques | Majuscule mathématique grasse italique alpha                             |
| 𝜶         | 𝜶              | U+1D736 | Symboles mathématiques alphanumériques | Minuscule mathématique grasse italique alpha                             |
| 𝝖         | 𝝖              | U+1D756 | Symboles mathématiques alphanumériques | Majuscule mathématique grasse sans empattement alpha                     |
| 𝝰         | 𝝰              | U+1D770 | Symboles mathématiques alphanumériques | Minuscule mathématique grasse sans empattement alpha                     |
| 𝞐         | 𝞐              | U+1D790 | Symboles mathématiques alphanumériques | Majuscule mathématique grasse italique sans empattement alpha            |
| 𝞪         | 𝞪              | U+1D7AA | Symboles mathématiques alphanumériques | Minuscule mathématique grasse italique sans empattement alpha            |